# Caesia viscida
Caesia viscida là một loài thực vật có hoa trong họ Thích diệp thụ. Loài này được Keighery miêu tả khoa học đầu tiên năm 1990.